# Tuberoloxoconcha
Tuberoloxoconcha is een geslacht van kreeftachtigen uit de klasse van de Ostracoda (mosselkreeftjes).

## Soorten
- Tuberoloxoconcha atlantica Horne, 1989
- Tuberoloxoconcha nana (Marinov, 1962) Danielopol, 1979
- Tuberoloxoconcha tuberosa (Hartmann, 1954) Hartmann, 1973